# 希勒斯海姆
希勒斯海姆（德語：Hillesheim，發音：[ˈhɪləsˌhaɪm] ⓘ）是德国莱茵兰-普法尔茨州艾费尔火山县的城市，面积20.66平方千米，2023年12月31日人口为3,230人。